# Barnyard Flirtations
Barnyard Flirtations er en amerikansk stumfilm fra 1914 af Roscoe "Fatty" Arbuckle.